# Петушков, Адам Захарович
Адам Захарович Петушков (1918—1976) — полковник Советской Армии, участник Великой Отечественной войны, Герой Советского Союза (1944).

## Биография
Родился 22 апреля 1918 года в деревне Федотова Буда (ныне — Климовичский район Могилёвской области Белоруссии) в семье крестьянина. Окончил Рогачёвское педагогическое училище, после чего работал учителем. В 1940 году был призван на службу в Рабоче-крестьянскую Красную Армию. В 1942 году он окончил Пушкинское танковое училище. С октября 1943 года — на фронтах Великой Отечественной войны. В звании старшего лейтенанта командовал танковым взводом 166-го отдельного инженерно-танкового полка 3-й гвардейской танковой армии 1-го Украинского фронта. Отличился во время освобождения Киева.
3 ноября 1943 года взвод под командованием Адама Петушкова проделал проходы для танков в минных полях к северо-западу от Киева. 4 ноября, находясь в передовом отряде, первым прорвался в село Святошино (ныне — в черте Киева). 6 ноября взвод Адама Петушкова ворвался на северную окраину села Глеваха Васильковского района Киевской области. В бою взводом было подбито штурмовое орудие, уничтожено большое количество живой силы и боевой техники противника.
Представлен к награждению званием Героя Советского Союза за мужество и героизм, проявленные при освобождении Киева от немецких захватчиков. Указом Президиума Верховного Совета СССР «О присвоении звания Героя Советского Союза генералам, офицерскому, сержантскому и рядовому составу Красной Армии» от 10 января 1944 года за «образцовое выполнение боевых заданий командования на фронте борьбы с немецко-фашистскими захватчиками и проявленные при этом отвагу и геройство» был удостоен высокого звания Героя Советского Союза с вручением ордена Ленина и медали «Золотая Звезда» за номером 2235.
В 1947 году окончил Военную академию бронетанковых и механизированных войск. В 1969 году уволен в запас в звании полковника.
Проживал и работал в Киеве, умер 25 июля 1976 года, похоронен на Лукьяновском военном кладбище.
Был также награждён орденом Красной Звезды и рядом медалей.